# Ligament crico-aryténoïdien
Le ligament crico-aryténoïdien (ou ligament triquètre) est un ligament de l'articulation crico-aryténoïdienne.

## Structure
Le ligament crico-aryténoïdien forme un éventail fibreux qui renforce la face postérieure de la capsule de l'articulation crico-aryténoïdienne.
Il s’insère en bas sur le bord supérieur de la lame du cartilage cricoïde. Il s'insère en haut par deux faisceaux distincts : un antéro-médial sur les processus vocal du cartilage aryténoïde et le second postéro-latéral sur le processus musculaire de ce cartilage.